# So Far Away (canção de Dire Straits)
"So Far Away" é um single de rock lançado em 1985 pela banda britânica Dire Straits, que aparece no álbum Brothers in Arms.

## Recepção
Cash Box disse que com um gancho de guitarra forte [deveria] entrar diretamente no Top 10”.

## Lançamento do single
"So Far Away" foi o primeiro single do álbum Brothers in Arms, lançado no Reino Unido na Europa em 8 de abril de 1985. Na parada britânica, a canção alcançou a posição número 20. Na Europa, atingiu o Top 5 na Noruega (#4), o Top 10 na Suíça (#6) e na Suécia (#7) e Top 40 na Itália (#33). Lançado na Austrália, o single alcançou a posição #22 nesse país.

Após ter atingido o posto #29 da Billboard Hot Mainstream Rock Tracks em 1985, "So Far Away" foi relançada um ano mais tarde na Billboard como o terceiro single do álbum Brothers In Arms nos Estados Unidos, onde alcançou a posição #3 no Hot Adult Contemporary Tracks chart e 19ª posição na Billboard Hot 100, dando ao Dire Straits três hits consecutivos no Top 20 dessa lista - os outros dois foram Walk of Life e Money for Nothing.